# Карджеге
Карджеге, Карджеґе (італ. Cargeghe, сард. Carzeghe) — муніципалітет в Італії, у регіоні Сардинія,  провінція Сассарі.
Карджеге розташоване на відстані близько 360 км на південний захід від Рима, 170 км на північ від Кальярі, 9 км на південний схід від Сассарі.
Населення — 650 осіб (2014).
Щорічний фестиваль відбувається 15 липня. Покровитель — Santi Quirico e Giulitta.

## Демографія
Населення за роками:

Станом на 1 січня 2023 року в муніципалітеті офіційно проживало 8 іноземців з 8 країн, серед них 2 громадяни країн Євросоюзу та 1 громадянин України.

## Сусідні муніципалітети
- Кодронджанос
- Флоринас
- Мурос
- Озіло
- Оссі